# Benjamin Bader
Benjamin Bader (* 1982) ist ein deutscher Ökonom und Professor für Betriebswirtschaftslehre (BWL), insbesondere internationales Personalmanagement an der Business School der Newcastle University in England. Er ist dort stellvertretender Leiter des Departments für Leadership, Work and Organisation.

## Leben
Bader studierte Betriebswirtschaftslehre an der Friedrich-Alexander-Universität Erlangen-Nürnberg sowie der American University, Washington D.C. und schloss sein Studium als Diplom-Kaufmann ab. Während seiner Studienzeit wurde er als Stipendiat im Rahmen des Max-Weber-Programm Bayern durch die Studienstiftung des deutschen Volkes gefördert. Bader war als wissenschaftlicher Mitarbeiter am Lehrstuhl von Nicola Berg an der Universität Hamburg tätig, wo er zum Dr. rer. pol. promoviert wurde. Er hatte von 2014 bis 2018 eine Juniorprofessur an der Leuphana Universität Lüneburg inne, die er, nach erfolgreicher Zwischenevaluation, aufgrund eines Rufes an die Newcastle University Business School (welche als dreifach akkreditierte Business School über die sog. Triple Crown verfügt) aufgab. Bader ist gelernter Industriekaufmann (IHK).
Seine wissenschaftlichen Arbeiten finden weltweit Beachtung und er hat eine Vielzahl von Preisen gewonnen, unter anderem den Emerald Award for Excellence 2019 – Outstanding Paper für einen Beitrag im Journal of Global Mobility.
Neben seiner wissenschaftlichen Tätigkeit ist er als Trainer und Consultant für eine Vielzahl von Organisationen tätig und berät diese zu Fragen des internationalen Personalmanagement sowie der Führung von Mitarbeiterinnen und Mitarbeitern. Benjamin Bader ist Strategic Advisor des RES Forums und Beirat der Lean Group GmbH. Anfang 2024 wurde er in den Aufsichtsrat der Leada AG berufen.

## Forschungsschwerpunkte
Die Forschungsschwerpunkte von Benjamin Bader umfassen primär Personalmanagement, Mitarbeiterführung, sowie Expatriate Management. Dabei steht insbesondere das Management von Mitarbeiterinnen und Mitarbeitern in Hochrisikogebieten (hostile environments) im Vordergrund. Ferner untersucht Bader den Zusammenhang von Digitalisierung, neuen Arbeitsformen und gesunder Führung von Mitarbeitenden in Unternehmen.
Benjamin Bader ist Associate Editor des International Journal of Human Resource Management.

## Schriften (Auswahl)
Bader hat zahlreiche Artikel in Fachzeitschriften veröffentlicht, unter anderem im Journal of Management Studies, Journal of International Management, Human Resource Management und International Journal of Human Resource Management.
Eine Auswahl der Veröffentlichungen:
- Expatriate Social Networks in Terrorism-Endangered Countries: An Empirical Analysis in Afghanistan, India, Pakistan, and Saudi Arabia, Journal of International Management.[9]
- Managing people in hostile environments: lessons learned and new grounds in HR research, International Journal of Human Resource Management.
- Why does repatriate career success vary? An empirical investigation from both traditional and protean career perspectives, Human Resource Management.[10]
- Female expatriates on the move? Gender diversity management in global mobility, Journal of Management Studies[11].